# Cantón de Fumay
El cantón de Fumay era una división administrativa francesa, que estaba situada en el departamento de Ardenas y la región de Champaña-Ardenas.

## Composición
El cantón estaba formado por cinco comunas:
- Fépin
- Fumay
- Hargnies
- Haybes
- Montigny-sur-Meuse

## Supresión del cantón de Fumay
En aplicación del Decreto nº 2014-203 de 21 de febrero de 2014, el cantón de Fumay fue suprimido el 22 de marzo de 2015 y sus 5 comunas pasaron a formar parte del nuevo cantón de Revin.